# Arschak Korjan
Arschak Rafajeli Korjan (armenisch Արշակ Ռաֆայելի Կորյան, russisch Аршак Рафаэльевич Корян, Transkription aus dem Russischen: Arschak Rafaeljewitsch Korjan; * 17. Juni 1995 in Sotschi) ist ein in russisch-armenischer Fußballspieler, der seit Juli 2019 beim russischen Erstligisten FK Chimki unter Vertrag steht und momentan an den FK Orenburg verliehen ist.

## Karriere

### Verein
Arschak Korjan wurde im südrussischen Sotschi als Sohn einer Familie armenischer Abstammung geboren. Seine fußballerische Ausbildung begann er in der Jugendakademie von Lokomotive Moskau, von dort es ihn im Februar 2015 in die Niederlande zu Vitesse Arnheim zog.
Dort spielte er zunächst eineinhalb Jahre in der U21-Mannschaft im Jugendbereich, bevor er zur Saison 2016/17 in die erste Mannschaft befördert wurde. Am 6. August 2016 (1. Spieltag) gab er beim 4:1-Auswärtssieg gegen Willem II Tilburg sein Debüt in der höchsten niederländischen Spielklasse, als er in der 81. Spielminute für Mitchell van Bergen eingewechselt wurde. Am 22. September 2016 erzielte er beim 7:2-Pokalsieg gegen den ASV De Dijk sein erstes Tor im Profifußball. In den nächsten Monaten wurde er in der Herrenauswahl jedoch kaum berücksichtigt, sondern lief hauptsächlich für die Reserve in der Tweede Divisie auf, wo er jedoch überzeugende Leistungen zeigen konnte. In der Eredivisie bestritt Korjan in dieser Spielzeit drei Ligaspiele, während er für die Reserve in 20 Ligaeinsätzen auf 10 Treffer und neun Vorlagen kam. Zum Saisonende verließ er den Verein nach dem Ablauf seines Vertrages.
Am 12. Juli 2017 kehrte Korjan ablösefrei zu Lokomotive Moskau zurück, wo er einen Zweijahresvertrag unterzeichnete. Sein Debüt absolvierte er am 9. August 2017 (5. Spieltag) beim 1:1-Unentschieden gegen Rubin Kasan, als er in der 68. Spielminute für Dmitri Barinow eingetauscht wurde. Er war in dieser Spielzeit 2017/18 regelmäßig im Spieltagskader gelistet, kam jedoch nur in drei Ligaspielen zum Einsatz.
Zur nächsten Saison 2018/19 wechselte Korjan auf Leihbasis zum Zweitligisten FK Chimki. Sein erstes Ligaspiel bestritt er am 17. Juli 2018 (1. Spieltag) beim 1:0-Auswärtssieg gegen den FK Lutsch Wladiwostok, als er in der 64. Spielminute für Michail Petrussjow in die Partie gebracht wurde. Am 4. August 2018 (4. Spieltag) erzielte er beim 3:1-Heimsieg gegen Awangard Kursk sein erstes Saisontor. In dieser Spielzeit gelangen ihm in 37 Ligaeinsätzen fünf Torerfolge und genauso viele Vorlagen.
Korjan kehrte nach Leihende nicht nach Moskau zurück und verlängerte seinen auslaufenden Vertrag bei Loko nicht, sondern verließ den Verein zum 30. Juni 2019 ablösefrei. Am 1. Juli 2019 unterschrieb er einen Vertrag beim FK Chimki. In 23 Ligaeinsätzen konnte er in dieser Spielzeit 2019/20 vier Treffer und sechs Assists verbuchen. Mit den Krasno-tschornyje gelang ihm als Tabellenzweiter der Aufstieg in die höchste russische Spielklasse. Von dort wurde dann ab August 2021 für eine Spielzeit an den FK Orenburg verliehen.

### Nationalmannschaft
Im Juni 2011 bestritt Korjan zwei Länderspiele für die russische U16-Nationalmannschaft. Im August 2011 kam er in zwei Partien für die armenische U17-Auswahl zum Einsatz. Noch im selben Jahr vollzog er einen erneuten Verbandswechsel und lief wieder für Russlands U17 auf. In den nächsten Jahren war er auch für die U18, Russland U19 und U21 aktiv.
Vor der Saison 2020/21 in der höchsten russischen Spielklasse, wurde festgelegt, dass Spieler aus der Eurasischen Wirtschaftsunion nicht mehr als ausländische Spieler angesehen werden und damit nicht mehr unter die Ausländerregelung fallen. Dies ermöglichte Korjan schließlich den erneuten Wechsel zum Armenischen Fußballverband. Am 5. September 2020 debütierte er bei der 1:2-Auswärtsniederlage gegen Nordmazedonien in der UEFA Nations League für die armenische A-Nationalmannschaft.

## Erfolge
Vitesse Arnheim
- Niederländische U-21-Meister: 2015
- Niederländischer Pokalsieger: 2017

Lokomotive Moskau
- Russischer Meister: 2018

## Persönliches
Sein Cousin Ruslan Korjan (* 1988) war ebenfalls als Profifußballer aktiv und spielte zuletzt bis 2021 beim FK Qysyl-Schar SK in Kasachstan.